# Rio de la Carità
Pour les articles homonymes, voir Carita (homonymie).

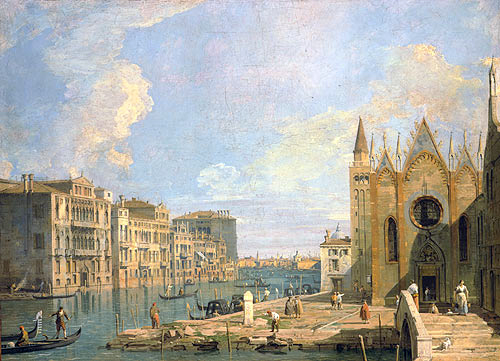
Le canal et l'église sur une toile de Canaletto

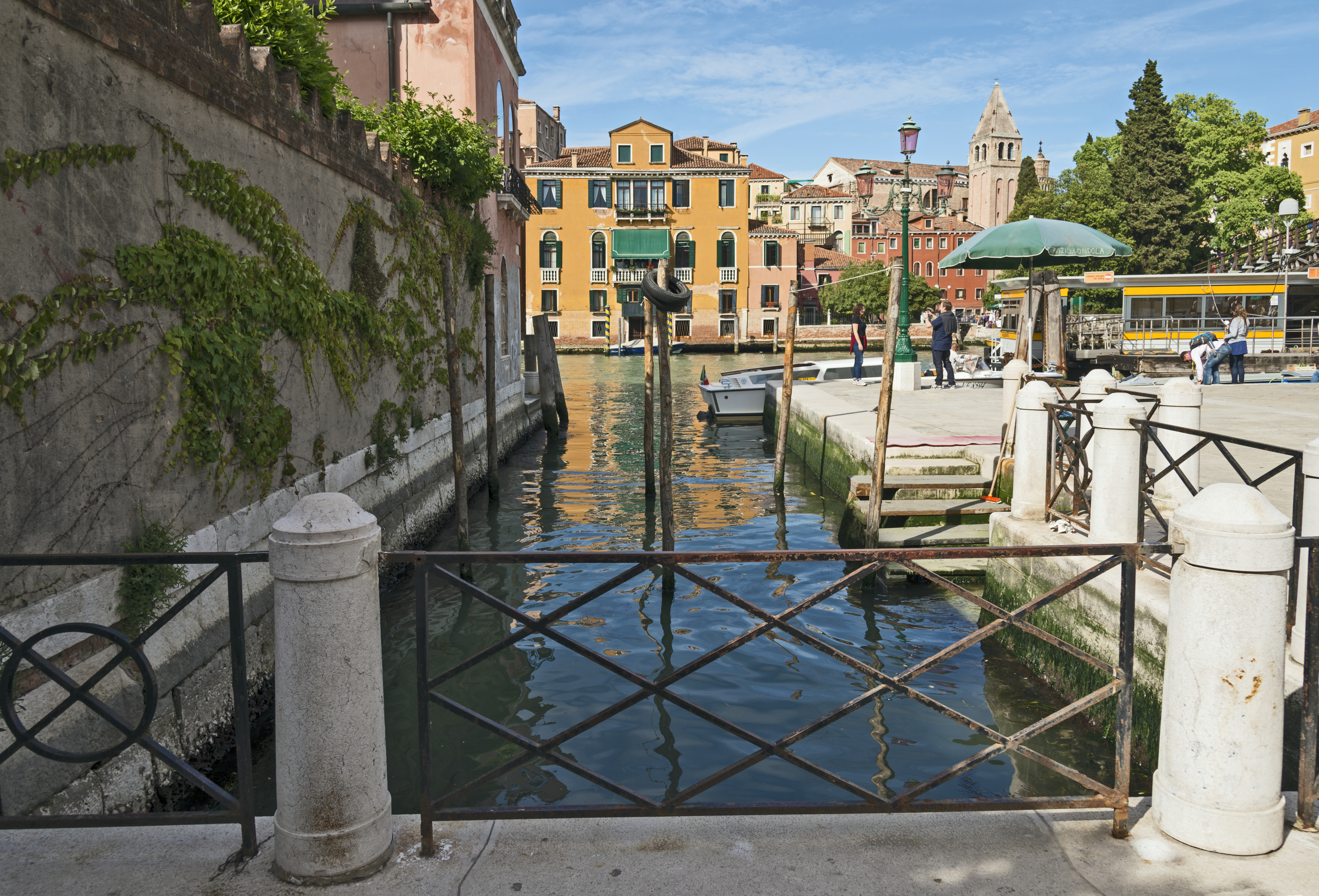
Le restant du canal de la Carità

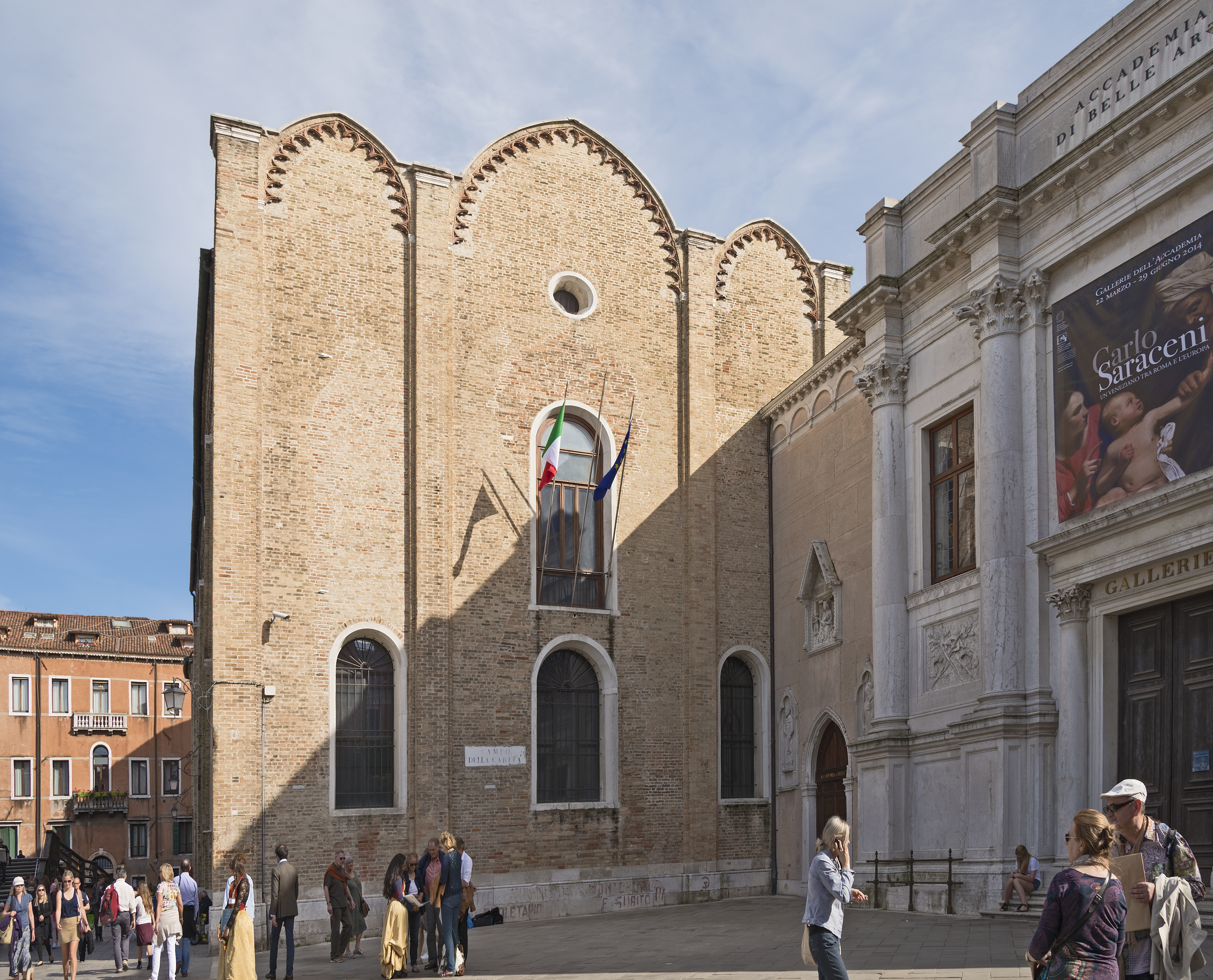
La Façade de l'ex église Santa Maria della Carità

Le rio terà de la Carità (canal de la Charité) est un canal maintenant asséché de Venise dans le sestiere de Dorsoduro, dont subsiste un petit reste près du Campo de la Carità. Il est maintenant plutôt appelé rio dell'Accademia.

## Description
Le rio terà de la Carità rentre environ 150 mètres à l'intérieur du Dorsoduro, partant du Grand Canal en sens sud.

L'enfouissement de ce rio préserva un petit bout de canal au nord sur environ une quinzaine de mètres près de l'église éponyme.

## Église Santa Maria della Carità
Le nom provient de l'église Santa Maria della Carità, une des plus anciennes de Venise. À l'origine en bois, elle fut reconstruite en pierre en 1120 grâce au patricien Marco Zulian. Un couvent annexe vit également le jour en 1134, qui vit arriver des chanoines réguliers de Santa Maria in Porto de Ravenne (des Portuensi) envoyés par le pape Innocent II. Le pape Alexandre III consacra l'église en 1177.
En 1409, le prieur Francesco Cappello repeupla le couvent de chanoines réguliers de Santa Maria Frisionaria de Lucca, minorisant les Portuensi.
En 1432, par la volonté d'Eugène IV, le couvent incorporait celui de San Clemente.
L'église fut reconstruite en 1446 et embellie au siècle suivant. Le couvent, reconstruit par Palladio en 1560, brûla en grande partie en 1630.
La famille religieuse des chanoines réguliers fut supprimée par loi en 1768 et l'église fut confiée à un aumônier.
Le gouvernement italien ferma l'église en 1807 et fut destinée ensemble avec le couvent et l'école éponyme à la Confrérie de la Charité, formant l'Académie des beaux-arts de Venise.

## Situation
Le reste du rio (environ 20 m) se situe près du pont de l'Académie, à côté du campo de la Carità.
L'église Santa Maria della Carità est aujourd'hui intégrée avec la Scuola éponyme dans les Gallerie dell'Accademia de Venise.

## Historique

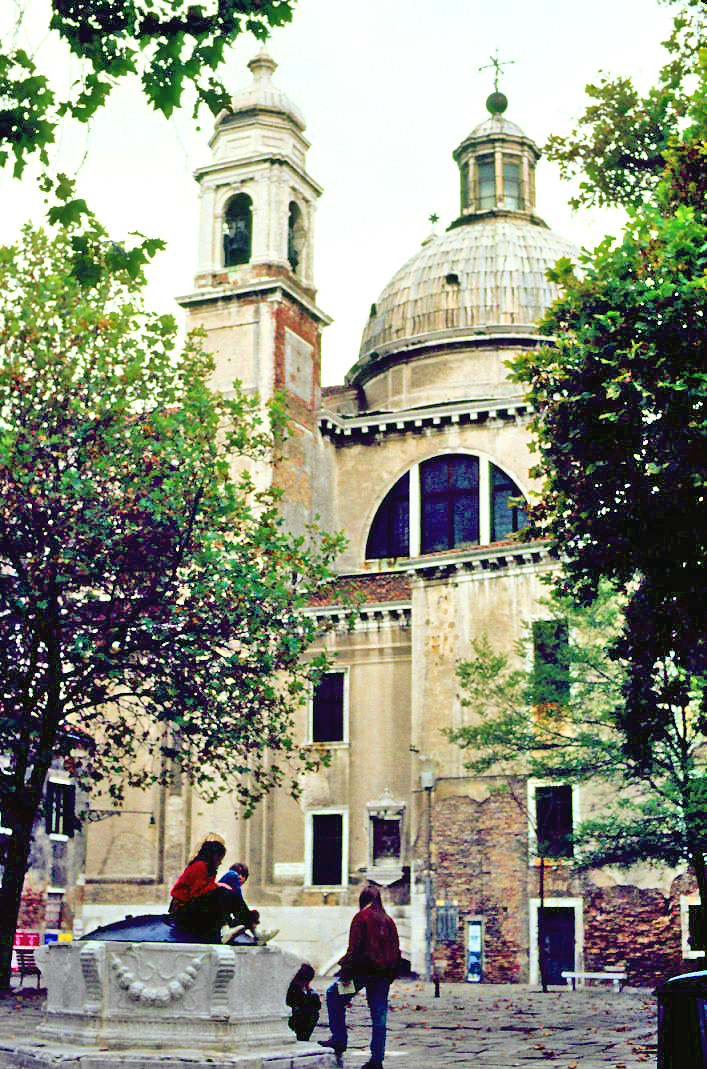
Vue des Gesuati depuis Sant'Agnese

Jadis, le rio de la Carità dessinait un chemin rectiligne du Grand Canal jusqu'à l'arrière de l'église Santa Maria della Visitazione, où il tournait brusquement pour rejoindre le rio de Sant'Agnese. En 1743, l'église Santa Maria del Rosario o dei Gesuati a été construite, avec le presbytère au-dessus du canal. En 1750, les Pères Dominicains Observants demandaient l'enfouissement du tronçon du canal sous l'église. Une nouvelle section du canal fut alors créée qui se déversait dans le rio di Sant'Agnese, 50 mètres avant l'ancien. En 1817, tout le rio de la Carità fut enterré. 

À l'origine, le canal était traversé par un pont privé reliant le Campo de la Carità au Palazzo Marioni, et deux ponts publics : un au Campo de la Carità, l'autre à la Calle Larga Pisani. Un quai longeait le canal à l'ouest de la Calle Gambara à l'ancienne Calle del Cimbalo, un autre à l'est, allant de la Calle Larga Pisani à l'ancienne Calle Balecca.